# Lauren Davisová
Lauren Davisová (* 9. října 1993 Gates Mills, Ohio) je americká profesionální tenistka. Ve své dosavadní kariéře na okruhu WTA Tour vyhrála dva turnaje ve dvouhře. V rámci okruhu ITF získala osm titulů ve dvouhře.
Na žebříčku WTA byla ve dvouhře nejvýše klasifikována v květnu 2017 na 26. místě a ve čtyřhře v lednu 2018 na 137. místě. Trénuje ji 	Eddie Elliott. Dříve tuto roli plnili Jorge Todero a Mark Schanerman.
V americkém týmu Billie Jean King Cupu debutovala v roce 2014 čtvrtfinálem světové skupiny proti Itálii, v němž získala s Madison Keysovou jediný bod po deblové výhře. Američanky odešly poraženy 1:3 na zápasy. V roce 2017 se stala členkou vítězného družstva, když zasáhla do semifinále proti Česku. Přestože prohrála s Vondroušovou, americký výběr postoupil 3:2 na zápasy a ve finále zdolal Bělorusko. Do listopadu 2023 v soutěži nastoupila ke třem mezistátním utkáním s bilancí 0–2 ve dvouhře a 1–0 ve čtyřhře.

## Tenisová kariéra
V juniorském tenise vyhrála během sezóny 2010 floridské turnaje Eddieho Herra a Orange Bowl v kategorii osmnáctiletých.
V rámci hlavních soutěží událostí okruhu ITF debutovala v červenci 2009, když na turnaji v Atlantě s dotací 10 tisíc dolarů postoupila z kvalifikace. Ve druhém kole podlehla krajance Jennifer Elieové ve dvou setech. Během ročníku 2010 vybojovala v této úrovni tenisu premiérový titul kariéry, když ve finále williamsburského turnaje s rozpočtem 10 tisíc dolarů deklasovala Lotyšku Līgu Dekmeijereovou, která nezískala žádný game.
V singlu okruhu WTA Tour debutovala na březnovém Sony Ericsson Open 2010, kde obdržela divokou kartu do kvalifikace. Na úvod podlehla francouzské tenistce Pauline Parmentierové. Po zisku úvodní sady jí však Francouzka uštědřila dva „kanáry“. Hlavní soutěž WTA si pak poprvé zahrála na Australian Open 2011.
Na březnovém Miami Masters 2013 nahradila zraněnou druhou nasazenou Azarenkovou jako šťastná poražená kvalifikantka. Ve druhém kole zdolala Madison Keysovou, aby ji ve třetí fázi zastavila Francouzka Alizé Cornetová po třísetovém průběhu. Během rozhodující sady ji do hýždí bodla vosa. Přes bolest se na tento moment po prohře nevymlouvala. Vysoká teplota vzduchu způsobila vysílení obou hráček, které opustily dvorec na vozících. Členku elitní světové desítky poprvé porazila ve druhém kole BNP Paribas Open 2014, když na její raketě zůstala čtvrtá hráčka žebříčku Viktoria Azarenková. Následně vyřadila Varvaru Lepčenkovou, aby před osmifinále z turnaje odstoupila pro nemoc.

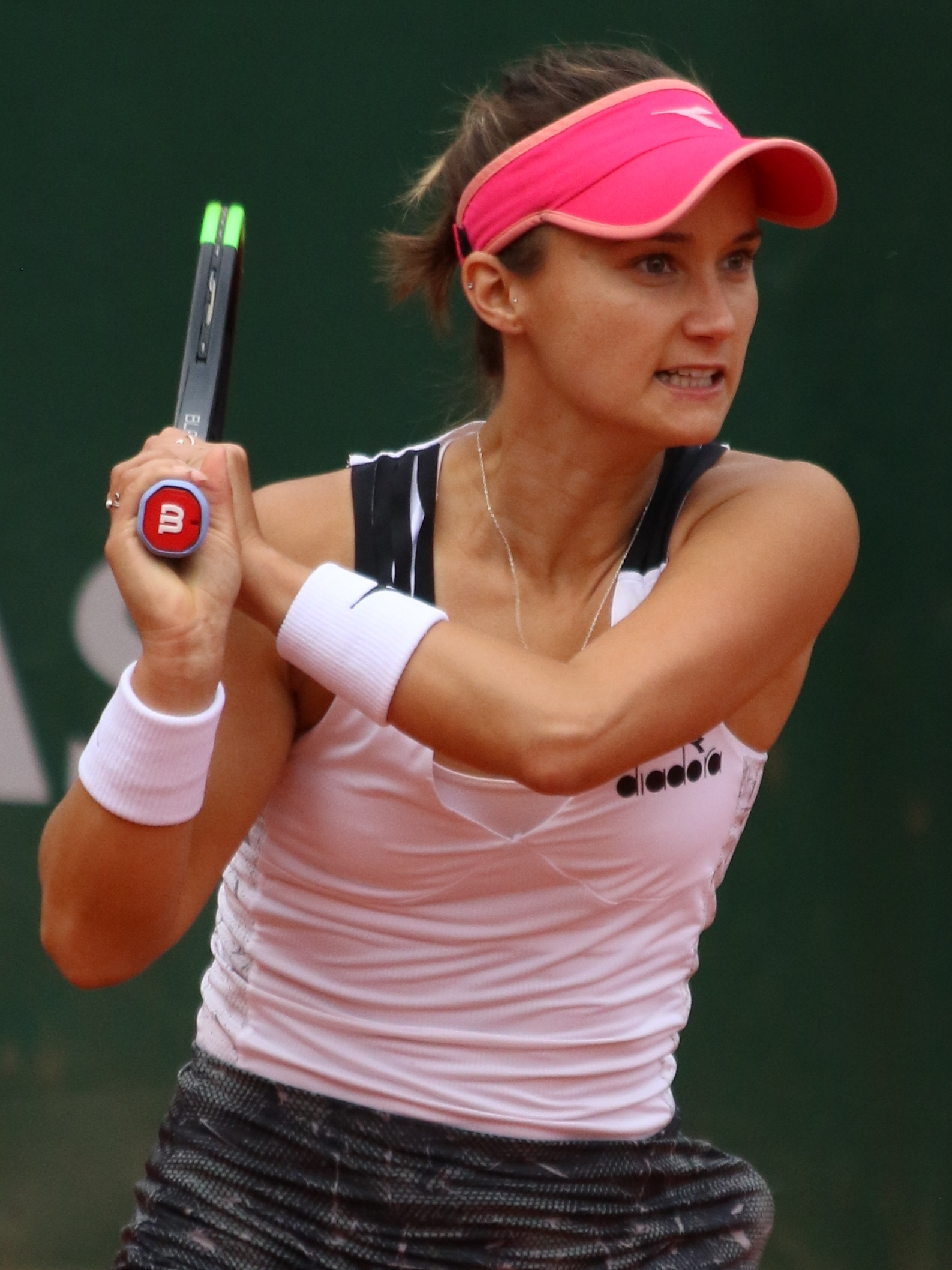
Davisová na French Open 2019

Debut v hlavní soutěži nejvyšší grandslamové kategorie zaznamenala v ženském singlu Australian Open 2011, do něhož získala divokou kartu. V úvodním kole však uhrála jen dva gamy na australskou světovou pětku Samanthu Stosurovou. Zářijové US Open 2011 opustila také v první fázi, když nenašla recept na Němku Angelique Kerberovou. Do elitní světové stovky žebříčku WTA poprvé nahlédla 1. října 2012, když se posunula ze 102. na 91. příčku. V nejlepší padesátce se premiérově objevila 7. července 2014 po postupu z 55. na 44. místo.
Premiérové finále na okruhu WTA Tour odehrála na washingtonském Citi Open 2016, když ve finále nestačila na sedmou nasazenou Belgičanku Yaninu Wickmayerovou. Během září 2016 podlehla v boji o titul na Coupe Banque Nationale 2016 v Québecu Francouzce Océanii Dodinové. První trofej vybojovala ve 23 letech na lednovém ASB Classic 2017 v Aucklandu. Na úvod vyřadila světovou dvaadvacítku Kiki Bertensovou, poté Kurumi Naraovou a dvacátou ženu pořadí Barboru Strýcovou. V závěru třetí semifinálové sady, kdy vedla 4–1 na gamy, jí skrečovala Jeļena Ostapenková. Ve finále zdolala Chorvatku Anu Konjuhovou z konce světové padesátky, s níž ztratila pouze čtyři hry.  Druhý titul přidala o šest let později, když triumfovala na lednovém Hobart International 2023. Trofej získala z pozice kvalifikantky. V sedmi zápasech vyhrála všech 14 setů a ztratila 43 gamů. Nejvýše postavenou soupeřku vyřadila v prvním kole hlavní soutěže, v němž ztratila opět jen čtyři gamy s třicátou šestou hráčkou žebříčku, krajankou Sloane Stephensovou. Do finále prošla přes Annu Blinkovovou a v něm přehrála o osm let mladší Elisabettu Cocciarettovou. Úvodní sadu získala až v tiebreaku, když odvrátila dva setboly. Ve druhém setu pak Italce uštědřila „kanára“.

## Soukromý život
Narodila se roku 1993 v ohijském Gates Mills do rodiny zdravotní sestry Traci a wisconsinského kardiologa Billa Davisových. Tenis začala hrát relativně pozdě v devíti letech. V šestnácti letech se přestěhovala do Tenisové akademie Evertové, kde začala rozvíjet tenisovou kariéru. Za preferovaný povrch uvedla tvrdý a jako silný úder bekhend.

## Finále na okruhu WTA Tour
| Legenda                                      |
| -------------------------------------------- |
| D – dvouhra; Č – čtyřhra                     |
| Grand Slam (0)                               |
| Turnaj mistryň (0)                           |
| Premier Mandatory & Premier 5 / WTA 1000 (0) |
| Premier / WTA 500 (0)                        |
| International / WTA 250 (2–2 D)              |

### Dvouhra: 4 (2–2)
| Stav       | č. | datum             | turnaj                          | povrch      | soupeřka ve finále       | výsledek      |
| ---------- | -- | ----------------- | ------------------------------- | ----------- | ------------------------ | ------------- |
| Finalistka | 1. | 24. července 2016 | Washington, D.C., Spojené státy | tvrdý       | Yanina Wickmayerová      | 4–6, 2–6      |
| Finalistka | 2. | 18. září 2016     | Québec, Kanada                  | koberec (h) | Océane Dodinová          | 4–6, 3–6      |
| Vítězka    | 1. | 7. ledna 2017     | Auckland, Nový Zéland           | tvrdý       | Ana Konjuhová            | 6–3, 6–1      |
| Vítězka    | 2. | 15. ledna 2023    | Hobart, Austrálie               | tvrdý       | Elisabetta Cocciarettová | 7–6(7–0), 6–2 |

## Finále na okruhu ITF
| Dotace turnajů okruhu ITF | Dotace turnajů okruhu ITF |
| ------------------------- | ------------------------- |
| 100 000 $ tournaments     | 80 000 $ tournaments      |
| 75 000 $ tournaments      | 60 000 $ tournaments      |
| 50 000 $ tournaments      | 25 000 $ tournaments      |
| 15 000 $ tournaments      | 10 000 $ tournaments      |

### Dvouhra: 13 (8–5)
| Stav       | č. | datum             | turnaj                         | povrch    | soupeřka ve finále  | výsledek           |
| ---------- | -- | ----------------- | ------------------------------ | --------- | ------------------- | ------------------ |
| Finalistka | 1. | 14. června 2010   | Mount Pleasant, Spojené státy  | antuka    | Petra Rampreová     | 3–6, 2–6           |
| Vítězka    | 1. | 4. října 2010     | Williamsburg, Spojené státy    | antuka    | Līga Dekmeijereová  | 6–0, 6–0           |
| Vítězka    | 2. | 25. října 2010    | Bayamón, Portoriko             | tvrdý     | Madison Keysová     | 7–6(7–5), 6–4      |
| Vítězka    | 3. | 27. června 2011   | Buffalo, Spojené státy         | antuka    | Nicole Gibbsová     | 5–7, 6–2, 6–4      |
| Vítězka    | 4. | 11. července 2011 | Atlanta, Spojené státy         | tvrdý     | Alexis Kingová      | 1–6, 6–2, 6–2      |
| Vítězka    | 5. | 16. ledna 2012    | Plantation, Spojené státy      | antuka    | Gail Brodská        | 6–4, 6–1           |
| Finalistka | 2. | 30. ledna 2012    | Rancho Santa Fe, Spojené státy | tvrdý     | Julia Boserupová    | 0–6, 3–6           |
| Finalistka | 3. | 17. září 2012     | Albuquerque, Spojené státy     | tvrdý     | Maria Sanchezová    | 1–6, 1–6           |
| Vítězka    | 6. | 24. září 2012     | Las Vegas, Spojené státy       | tvrdý     | Shelby Rogersová    | 6–7(5–7), 6–2, 6–2 |
| Vítězka    | 7. | 4. února 2013     | Midland, Spojené státy         | tvrdý (h) | Ajla Tomljanovićová | 6–3, 2–6, 7–6(7–2) |
| Finalistka | 4. | 30. října 2016    | Poitiers, Francie              | tvrdý (h) | Océane Dodinová     | 4–6, 2–6           |
| Finalistka | 5. | duben 2019        | Dothan, Spojené státy          | antuka    | Kristína Kučová     | 6–3, 6–7(7–9), 2–6 |
| Vítězka    | 8. | květen 2019       | Bonita Springs, Spojené státy  | antuka    | Ann Liová           | 7–5, 7–5           |